# Indtil sneen smelter
Indtil sneen smelter er en dansk dokumentarfilm instrueret af Katrine Borre, der også skrev filmens manuskript.

## Handling
Bolivia ligger i Sydamerika, og på højsletten Altiplano bor Aymarafolket, der havde deres stortid ca. 4000 år før vor tidsregning, og som siges at være forfædre for den senere inkakultur. De 5 små historier giver måske et billede på en rejse med Aymarafolkene fra engang for længe siden og frem til i dag, og er en hyldest til et stærkt, stolt og særdeles sårbart folk.